# That One Night: Live in Buenos Aires
That One Night: Live in Buenos Aires to koncertowe DVD thrash metalowego zespołu Megadeth. Zawiera zapis koncertu nagranego w 2005 roku w Buenos Aires.

## Lista utworów
Wszystkie piosenki są dziełem Mustaine'a, prócz miejsc w których jest to wyraźnie zaznaczone.

### Lista utworów na DVD
1. "Blackmail the Universe"
2. "Set the World Afire"
3. "Wake Up Dead"
4. "In My Darkest Hour" (Mustaine, David Ellefson)
5. "She-Wolf"
6. "Reckoning Day" (Mustaine, Marty Friedman, Ellefson)
7. "A Tout le Monde"
8. "Hangar 18"
9. "Return to Hangar"
10. "I'll Be There" (Mustaine, Friedman, Bud Prager)
11. "Tornado of Souls" (Mustaine, Ellefson)
12. "Trust" (Mustaine, Friedman)
13. "Something That I'm Not"
14. "Kick the Chair"
15. "Coming Home"
16. "Symphony of Destruction"
17. "Peace Sells"
18. "Holy Wars... The Punishment Due"
19. "Symphony of Destruction (Alternate Track)"

### Lista utworów na CD

#### Dysk 1
1. "Jet Intro"
2. "Blackmail the Universe"
3. "Set the World Afire"
4. "Skin o' My Teeth"
5. "Wake Up Dead"
6. "In My Darkest Hour" (Mustaine, Ellefson)
7. "Die Dead Enough"
8. "She-Wolf"
9. "Reckoning Day" (Mustaine, Friedman, Ellefson)
10. "A Tout le Monde"
11. "Angry Again"

#### Dysk 2
1. "Hangar 18"
2. "Return to Hangar"
3. "I'll Be There" (Mustaine, Friedman, Prager)
4. "Tornado of Souls" (Mustaine, Ellefson)
5. "Trust" (Mustaine, Friedman)
6. "Something That I'm Not"
7. "Kick the Chair"
8. "Coming Home"
9. "Symphony of Destruction"
10. "Peace Sells"
11. "Holy Wars... The Punishment Due"

### Niewydane utwory z występu
1. "The Scorpion"
2. "Train of Consequences"
3. "Of Mice and Men"
4. "Sweating Bullets"

## Skład
- Dave Mustaine - gitara, śpiew
- Glen Drover - gitara, śpiew towarzyszący
- James MacDonough - bas, śpiew towarzyszący
- Shawn Drover - perkusja

### Ludzie odpowiedzialni za produkcję
- Gary Haber
- Dave Mustaine
- Jeff Balding
- John Dee
- Michael Sarna
- Shalini Waran
- Kevin Gasser
- John Dee
- Dean Gonzalez
- Michael Palmero

## Miejsca na listach przebojów
| Rok  | Lista                           | Pozycja |
| ---- | ------------------------------- | ------- |
| 2007 | Australijska lista ARIA DVD     | #6      |
| 2007 | Fińska lista DVD                | #1      |
| 2007 | Lista Billboardu, muzyka na DVD | #12     |